# Tylophora corollae
Tylophora corollae är en oleanderväxtart som beskrevs av Arthur Allman Bullock, U. Meve och S. Liede. Tylophora corollae ingår i släktet Tylophora och familjen oleanderväxter. Inga underarter finns listade i Catalogue of Life.